# Lushankonferensen

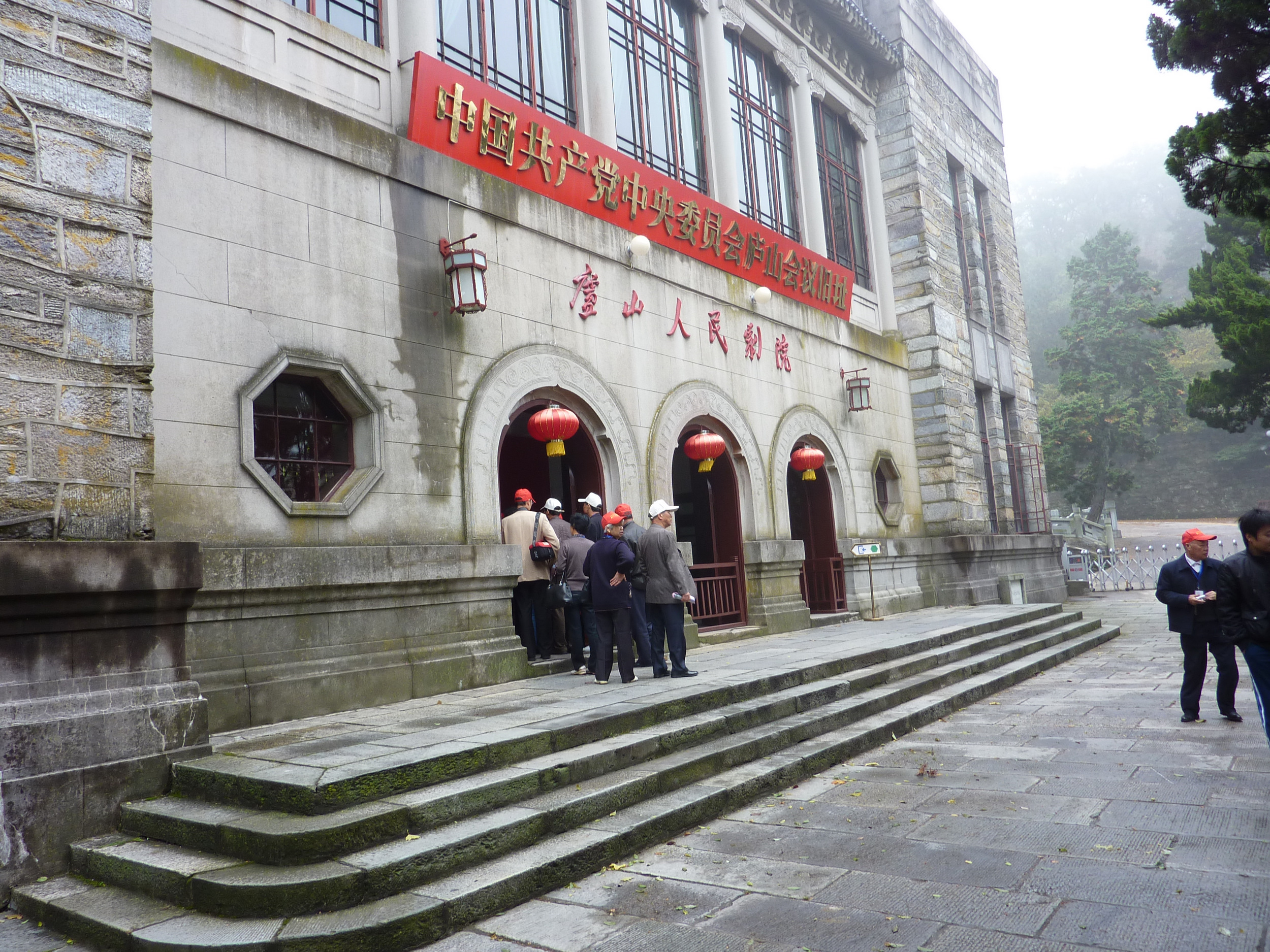
Folkets teater i Lushan, där konferensen hölls i juli-augusti 1959.

Lushankonferensen kallas ofta Kinesiska kommunistpartiets åttonde centralkommittés åttonde plenarsammanträde, som hölls den 2 juli till den 1 augusti 1959 i Lushan för att diskutera och utvärdera det första året av produktionskampanjen den Stora språnget.

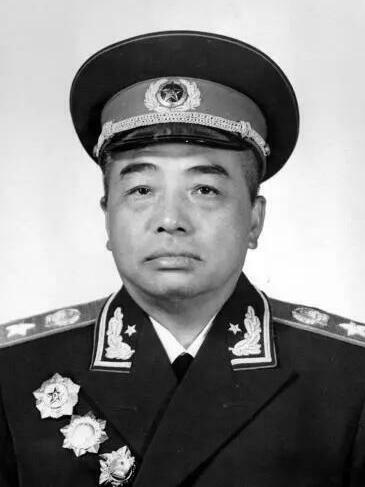
Försvarsminister Peng Dehuai.

Den ursprungliga målsättningen med konferensen var att diskutera de problem som uppstått i det Stora språnget, en masskampanj under Kinas andra femårsplan som syftade till att öka produktionen inom industri och jordbruk på rekordtid.
Under konferensen skrev försvarsministern Peng Dehuai ett privat brev till partiordföranden Mao Zedong, där han öppenhjärtigt kritiserade vissa drag det Stora språnget som han betraktade som överdrifter, som överrapportering av spannmålsskörden, införandet av kollektiva matsalar i Folkkommunerna och införandet av en folkmilis. Mao blev upprörd av Pengs kritik och förlängde konferensen med tio dagar.
Den 23 juli cirkulerade Mao brevet bland ledamöterna i centralkommittén och bad om deras synpunkter. I ett anförande kort därefter tog Mao avstånd från Peng som en reaktionär och hotade med att avgå från partiledningen och inleda ett gerillakrig mot partiet om man inte följde Maos linje. Ingen vågade invända mot Maos angrepp på Peng, som avsattes som försvarsminister och ersattes med Lin Biao. All kritisk diskussion om det Stora språnget upphörde som en konsekvens av Maos attack på Peng, vilket förvärrade den svältkatastrof som börjat härja under våren 1959. De flesta historiker menar att Lushankonferensen var en avgörande vändpunkt i Folkrepublikens historia och banade vägen för Kulturrevolutionen sju år senare.